# 心守歌-こころもりうた
『心守歌-こころもりうた』（こころもりうた）は、2001年9月19日に発表された中島みゆきの29作目のオリジナルアルバムである。

## 解説
前作『短篇集』から約1年ぶりのオリジナルアルバムであり、レコーディングは前作に引き続きロサンゼルスと東京にて行われ、ミキシングはロサンゼルスでジョー・チカレリ、デヴィッド・ソナー、ロヴ・ジェイコブが手がけた。
シングル「地上の星/ヘッドライト・テールライト」が好調な売れ行きを見せている中でリリースされており、『短篇集』に引き続き2作連続でオリコンチャート週間10位以内に入ることとなった。前年の夜会Vol.11「ウィンター・ガーデン」挿入歌が2曲収録されている。

## 収録曲
- 全作詞/作曲： 中島みゆき、編曲:瀬尾一三

1. 囁く雨 - Whispering Rain[注 1]
前奏は雨降りのSEで始まる。中島本人も出演するPVが制作された。研ナオコが2006年のベストアルバム『CD&DVD LOVE LIFE LIVE Vol.1〜35th Anniversary〜』においてカバーした。
2. 相席 - Sharing A Table
3. 樹高千丈 落葉帰根 - Ever The Leaves Of The Tallest Tree Fall And Retune To Its Root
中国のことわざがモチーフされており、「人はどんなに遠く離れても故郷を恋しがる」という意味をもつ。
4. あのバスに - That Bus
中島の楽曲としては珍しく「頭サビ」（Aメロ前に流れるサビのこと、ようするにサビから歌い始めること）がある作品。
5. 心守歌 - Lullaby For The Soul
アルバムタイトル曲であり、大人のため「子守歌」という意味の造語である。
6. 六花 - Snow Crystal
夜会Vol.11「ウィンター・ガーデン」挿入歌。六花は「りっか」や「ろっか」と読み（本曲は「ろっか」）、雪の結晶のことを指す。
7. カーニヴァルだったね - It's A Carnival
8. ツンドラ・バード - Tundra Bird
夜会Vol.11「ウィンター・ガーデン」挿入歌。
9. 夜行 - Night People
ライブアルバム『中島みゆきライヴ! Live at Sony Pictures Studios in L.A.』でも歌われている。
10. 月迎え - Greet The Moon
月待塔をモチーフにした楽曲。歌詞に出てくるカナヘビはヘビではなく、カナヘビ科の爬虫類の一種である。
11. LOVERS ONLY
メジャーデビューして初めて作ったクリスマスソング。コンサート「歌暦Page86」で披露された（ライブアルバム『歌暦』に収録）『クリスマスソングを唄うように』はアマチュア時代に制作された楽曲である。

## 演奏者
| 囁く雨 - Drums：Vinnie Colaiuta - Bass：Neil Stubenhaus - E.Guitar & Solo(Ending)：Michael Thompson - E.Guitar Solo(Interlude)：古川昌義 - A.Piano：Jon Gilutin - Keyboards：小林信吾・瀬尾一三 - Programming：浦田恵司・田久保誓一 相席 - Drums：Russ Kunkel - Bass：Lee Sklar - E.Guitar：Michael Thompson - A.Piano & Keyboards：Jon Gilutin 樹高千丈 落葉帰根 - Drums：Vinnie Colaiuta - Bass：Neil Stubenhaus - E.Guitar：Michael Thompson - A.Guitar：佐藤朋生 - E.Piano & Pad：Jon Gilutin - Keyboards：エルトン永田・小林信吾 - Programming：浦田恵司・田久保誓一 あのバスに - Drums：Vinnie Colaiuta - Bass：Neil Stubenhaus - E.Guitar：Michael Thompson - E.Guitar Solo：Tim Pierce - A.Guitar：佐藤朋生 - A.Piano & H Organ B-3：Jon Gilutin - Keyboards：エルトン永田・小林信吾 - Programming：浦田恵司・田久保誓一 心守歌 - Drums：Vinnie Colaiuta - Bass：Neil Stubenhaus - E.Guitar：Michael Thompson - Strings Pad：Jon Gilutin - Keyboards：小林信吾 - Programming：浦田恵司・田久保誓一 六花 - Drums：Vinnie Colaiuta - Bass：Neil Stubenhaus - E.Guitar：Michael Thompson - E.Piano & Pad：Jon Gilutin - Keyboards：エルトン永田・小林信吾・瀬尾一三 - Programming：浦田恵司・田久保誓一 | カーニヴァルだったね - Drums：Russ Kunkel - Bass：Lee Sklar - E.Guitar：Michael Thompson - Flat Mandolin：Tim Pierce - A.Piano：Jon Gilutin - Keyboards：エルトン永田 - Programming：浦田恵司・田久保誓一 - Backup Vocals：高尾直樹・木戸泰弘・比山貴咏史 ツンドラ・バード - Drums：Vinnie Colaiuta - Bass：Neil Stubenhaus - E.Guitar & Solo：Michael Thompson - E. & A.Piano & Pad：Jon Gilutin - Keyboards：エルトン永田・小林信吾 - Programming：浦田恵司・田久保誓一 夜行 - Drums：Vinnie Colaiuta - Bass：Neil Stubenhaus - E.Guitar：Michael Thompson - E.Guitar Solo：Tim Pierce - A.Piano：Jon Gilutin - Keyboards：小林信吾 - Programming：浦田恵司・田久保誓一 - Backup Vocals：Julia, Maxine & Oren Waters 月迎え - Drums：Vinnie Colaiuta - Bass：Neil Stubenhaus - E.Guitar：Michael Thompson - E. & A.Piano & Pad：Jon Gilutin - Keyboards：エルトン永田・瀬尾一三 - Programming：浦田恵司・田久保誓一 - Oboe：Joe Stone - Cello：Steve Richards LOVERS ONLY - Drums：Russ Kunkel - Bass：Lee Sklar - E.Guitar：Michael Thompson - E. & A.Piano & Pad：Jon Gilutin - Keyboards：エルトン永田・小林信吾 - Programming：浦田恵司・田久保誓一 - Backup Vocals：Julia, Maxine & Oren Waters, 高尾直樹, 木戸泰弘, 比山貴咏史, 広谷順子, 斉藤妙子, 和田夏代子 |